# Listă de scriitori americani
Listă de scriitori americani:

## A
- Edward S. Aarons (1916–1975)
- Edward Abbey (1927–1989)
- Megan Abbott (n. 1971)
- Walter Abish (n. 1931)
- André Aciman (n. 1951)
- Kathy Acker (1947–1997)
- Forrest J. Ackerman (1916–2008)
- Mercedes de Acosta (1893–1968)
- Oscar Zeta Acosta (1935–1974)
- Helen Adam (1909–1993)
- Louis Adamic (1899–1951)
- Alice Adams (1926–1999)
- Henry Adams (1838–1918)
- Léonie Adams (1899–1988)
- George Ade (1866–1944)
- Renata Adler (n. 1938)
- Warren Adler (n. 1927)
- James Agee (1909–1955)
- Joel Agee (n. 1940)
- Jonis Agee (n. 1943)
- Conrad Aiken (1889–1973)
- Edward Albee (1928-2016)
- Amos Bronson Alcott (1799–1888)
- Louisa May Alcott (1832–1888)
- William Livingston Alden (1837–1908)
- Thomas Bailey Aldrich (1836–1907)
- Lloyd Alexander (1924–2007)
- Sherman Alexie (n. 1966)
- Horatio Alger jr. (1832–1899)
- Nelson Algren (1909–1981)
- Candace Allen (n. 1950)
- Ed Allen (n. 1948)
- Hervey Allen (1889–1949)
- Paula Gunn Allen (n. 1939)
- Dorothy Allison (n. 1949)
- Aaron Allston (1960–2014)
- Washington Allston (1779–1843)
- Lisa Alther (n. 1944)
- Joseph Alexander Altsheler (1862–1919)
- Julia Alvarez (n. 1950)
- David Ambrose (n. 1945)
- A. R. Ammons (1926–2001)
- Benjamin Anastas (1969)
- Rudolfo Anaya (n. 1937)
- Maxwell Anderson (1888–1959)
- Poul Anderson (1926–2001)
- Sherwood Anderson (1876–1941)
- Bruce Andrews (n. 1948)
- V. C. Andrews (1923–1986)
- Maya Angelou (1928–2014)
- Tina McElroy Ansa (n. 1949)
- A. Manette Ansay (n. 1964)
- Donald Antrim (n. 1958)
- Allen Appel (n. 1945)
- Benjamin Appel (1907–1977)
- Max Apple (n. 1941)
- Harriette Arnow (1908–1986)
- Elizabeth Arthur (n. 1953)
- Timothy Shay Arthur (1809–1885)
- Newton Arvin (1900–1963)
- Schalom Asch (1880–1957)
- John Ashbery (1927-2017)
- Isaac Asimov (1920–1992)
- Rilla Askew (n. 1951)
- Robert Lynn Asprin (1946–2008)
- Gertrude Atherton (1857–1948)
- Nancy Atherton (n. 19**)
- William Attaway (1911–1986)
- Amelia Atwater-Rhodes (n. 1984)
- Louis Auchincloss (1917–2010)
- W. H. Auden (1907–1973)
- Jean M. Auel (n. 1936)
- Shalom Auslander (n. 1970)
- Paul Auster (n. 1947)
- Mary Hunter Austin (1868–1934)

## B
- Nicholson Baker (n. 1957)
- Ray Stannard Baker (1870–1946)
- David Baldacci (n. 1960)
- James Baldwin (1924–1987)
- Toni Cade Bambara (1939–1995)
- John Kendrick Bangs (1862–1922)
- Amiri Baraka (1934–2014)
- James Nelson Barker (1784–1858)
- Joel Barlow (1754–1812)
- Djuna Barnes (1892–1982)
- Nevada Barr (n. 1952)
- Thomas A. Barron (n. 1952)
- Philip Barry (1896–1949)
- John Barth (n. 1930)
- Donald Barthelme (1931–1989)
- Frederick Barthelme (n. 1943)
- Jacques Barzun (1907–2012)
- Hamilton Basso (1904–1964)
- Lyman Frank Baum (1856–1919)
- Edward L. Beach (1918–2002)
- Peter S. Beagle (n. 1939)
- Greg Bear (n. 1951)
- Ann Beattie (n. 1947)
- Alison Bechdel (n. 1960)
- Harriet Beecher Stowe (1811–1896)
- Louis Begley (n. 1933)
- Samuel Nathaniel Behrman (1893–1973)
- David Belasco (1853–1931)
- Julie Bell (n. 1958)
- Edward Bellamy (1850–1898)
- Saul Bellow (1915–2005)
- Peter Benchley (1940–2006)
- Stephen Vincent Benét (1898–1943)
- William Rose Benét (1886–1950)
- Elizabeth Beresford (1868–1944)
- Thomas Berger (1924–2014)
- Charles Bernstein (n. 1950)
- Ted Berrigan (1934–1983)
- John Berryman (1914–1972)
- Ambrose Bierce (1842–1914)
- Lloyd Biggle, jr. (1923–2002)
- Robert Montgomery Bird (1806–1854)
- Norman Birnbaum (n. 1926)
- Elizabeth Bishop (1911–1979)
- John Peale Bishop (1882–1944)
- Michael Bishop (n. 1945)
- Michael Blake (1945–2015)
- William Peter Blatty (n. 1928)
- Eric Blau (1921–2009)
- Francesca Lia Block (n. 1962)
- Benjamin Paul Blood (1832–1919)
- Michael Blumlein (n. 1948)
- Robert Bly (n. 1926)
- Louise Bogan (1897–1970)
- Grace Lee Boggs (1915–2015)
- Guy Bolton (1884–1979)
- Nelson Slade Bond (1908–2006)
- Arna Bontemps (1902–1973)
- Malcolm J. Bosse (1926–2002)
- Dion Boucicault (1822–1890)
- James Bovard (n. 1956)
- Jane Bowles (1917–1973)
- Paul Bowles (1910–1999)
- Hjalmar Hjorth Boyesen (1848–1895)
- Kay Boyle (1902–1992)
- T. C. Boyle (n. 1948)
- Hugh Henry Brackenridge (1748–1816)
- Leigh Brackett (1915–1978)
- Ray Bradbury (1920–2012)
- Scott Bradfield (n. 1955)
- Arthur Bradford (n. 1969)
- William Bradford (1590–1657)
- Marion Zimmer Bradley (1930–1999)
- Anne Bradstreet (1612–1672)
- Richard Brautigan (1935–1984)
- Stefan Brecht (1924–2009)
- Maeve Brennan (1917–1993)
- Lily Brett (n. 1946)
- Patricia Briggs (n. 1965)
- Gwen Bristow (1903–1980)
- Poppy Z. Brite (n. 1967)
- Andrew Britton (1981–2008)
- Harold Brodkey (1930–1996)
- Gerald Brom (n. 1965)
- Louis Bromfield (1896–1956)
- E. M. Broner (1927–2011)
- William Bronk (1918–1999)
- Gwendolyn Brooks (1917–2000)
- Dan Brown (n. 1964)
- Fredric Brown (1906–1972)
- Harry Brown (1917–1986)
- Charles Brockden Brown (1771–1810)
- William Hill Brown (1765–1793)
- William Wells Brown (1813–1884)
- Charles Farrar Browne (1834–1867)
- John Ross Browne (1817–1875)
- Sylvia Brownrigg (n. 1964)
- C. D. B. Bryan (1936–2009)
- William Cullen Bryant (1794–1878)
- Bill Bryson (n. 1951)
- Pearl S. Buck (1892–1973)
- Algis Budrys (1931–2008)
- Vincent Bugliosi (1934–2015)
- Charles Bukowski (1920–1994)
- Ben Lucien Burman (1895–1984)
- Edgar Rice Burroughs (1875–1950)
- John Burroughs (1837–1921)
- William S. Burroughs (1914–1997)
- Charles Busch (n. 1954)
- Frederick Busch (1941–2006)
- Judith Butler (n. 1956)
- Octavia E. Butler (1947–2006)
- Witter Bynner (1881–1968)
- Rob Byrnes (n. 1958)

## C
- James Branch Cabell (1879–1958)
- George Washington Cable (1844–1925)
- James M. Cain (1892–1977)
- Alice Calaprice (n. 1941)
- Erskine Caldwell (1903–1987)
- Taylor Caldwell (1900–1985)
- Hortense Calisher (1911–2009)
- Paul-Henri Campbell (n. 1982)
- Truman Capote (1924–1984)
- Emile Capouya (1925–2005)
- Dale Carnegie (1888–1955)
- John Dickson Carr (1906–1977)
- Mary Jane Carr (1895–1988)
- Jim Carroll (1949–2009)
- Jonathan Carroll (n. 1949)
- Forrest Carter (1925–1979)
- Stephen L. Carter (n. 1954)
- Jeffrey A. Carver (n. 1949)
- Raymond Carver (1938–1988)
- Carlos Castaneda (1925–1998)
- Willa Cather (1873–1947)
- Bruce Catton (1899–1978)
- Michael Chabon (n. 1963)
- Raymond Chandler (1888–1959)
- Iris Chang (1968–2004)
- William Ellery Channing (1780–1842)
- William Ellery Channing (1817–1901)
- Mary Ellen Chase (1887–1973)
- Paddy Chayefsky (1923–1981)
- Stephen Chbosky (n. 1970)
- John Cheever (1912–1982)
- Phyllis Chesler (n. 1940)
- Charles W. Chesnutt (1858–1932)
- Tracy Chevalier (n. 1962)
- Ted Chiang (n. 1967)
- Lincoln Child (1832–1899)
- Lydia Maria Child (1802–1880)
- Frank Chin (n. 1940)
- Kate Chopin (1850–1904)
- Winston Churchill (1871–1947)
- John Ciardi (1916–1986)
- Tom Clancy (1947–2013)
- Mary Higgins Clark (n. 1927)
- Walter van Tilburg Clark (1909–1971)
- Connie Clausen (1923–1997)
- Eldridge Cleaver (1935–1998)
- Lucille Clifton (1936–2010)
- Mark Clifton (1906–1963)
- Irvin S. Cobb (1876–1944)
- Harlan Coben (n. 1962)
- Abner Weyman Colgate (1838–1904)
- Richard Oliver Collin (n. 19**)
- Billy Collins (n. 1941)
- Jackie Collins (1937–2015)
- Larry Collins (1929–2005)
- Suzanne Collins (n. 1962)
- Michael Connelly (n. 1956)
- Pat Conroy (1945–2016)
- Bruce Alexander Cook (1932–2003)
- Glen Cook (n. 1944)
- Robin Cook (n. 1940)
- John Esten Cooke (1830–1886)
- Stephen Coonts (n. 1946)
- James Fenimore Cooper (1789–1851)
- Robert Coover (n. 1932)
- Alfred Coppel (1921–2004)
- Patricia Cornwell (n. 1956)
- Gregory Corso (1930–2001)
- Jayne Cortez (1936–2012)
- John Cotton (1584–1652)
- Elise Cowen (1933–1962)
- Malcolm Cowley (1898–1989)
- James Gould Cozzens (1903–1978)
- Hart Crane (1899–1932)
- Stephen Crane (1871–1900)
- Francis Marion Crawford (1854–1909)
- Robert Creeley (1926–2005)
- Jean de Crèvecoeur (1735–1813)
- Harry Crews (1935–2012)
- Michael Crichton (1942–2008)
- Ann C. Crispin (1950–2013)
- Deborah Crombie (n. 1952)
- Harry Crosby (1898–1929)
- Countee Cullen (1903–1946)
- Edward Estlin Cummings (1894–1962)
- Michael Cunningham (n. 1952)
- George William Curtis (1824–1892)
- Jamie Lee Curtis (n. 1952)
- James Oliver Curwood (1878–1927)
- Clive Cussler (n. 1931)

## D
- Janet Dailey (1944–2013)
- Richard Henry Dana, Jr. (1815–1882)
- Mark Z. Danielewski (n. 1966)
- Guy Davenport (1927–2005)
- Diane Mott Davidson (n. 1949)
- Donald Davidson (1893–1968)
- Dorothy Salisbury Davis (1916–2014)
- Lydia Davis (n. 1947)
- Rebecca Harding Davis (1831–1910)
- Richard Harding Davis (1864–1916)
- John William De Forest (1826–1906)
- Nelson DeMille (n. 1943)
- Jeffery Deaver (n. 1950)
- Margaret Deland (1857–1945)
- Matthew Delaney (n. 19**)
- Samuel Delany (n. 1942)
- Don DeLillo (n. 1936)
- Floyd Dell (1887–1969)
- Joseph Dennie (1768–1812)
- Bradley Denton (n. 1958)
- Babette Deutsch (1895–1982)
- James Dickey (1923–1997)
- Emily Dickinson (1830–1886)
- John Dickinson (1732–1808)
- Joan Didion (n. 1934)
- William C. Dietz (n. 1945)
- Annie Dillard (n. 1945)
- S. S. Van Dine (1888–1939)
- Diane DiPrima (n. 1934)
- Thomas Michael Disch (1940–2008)
- Irene Dische (n. 1952)
- Carl Djerassi (1923–2015)
- E. L. Doctorow (1931–2015)
- Anthony Doerr (n. 1973)
- James Patrick Donleavy (n. 1926)
- Hilda Doolittle (H. D.) (1886–1961)
- Edward Dorn (1929–1999)
- John Dos Passos (1896–1970)
- Lloyd C. Douglas (1877–1951)
- Frederick Douglass (1818–1895)
- Rita Dove (n. 1952)
- Joseph Rodman Drake (1795–1820)
- Theodore Dreiser (1871–1945)
- Allen Drury (1918–1998)
- William Edward Burghardt Du Bois (1868–1963)
- Paul Laurence Dunbar (1872–1906)
- Robert Duncan (1919–1988)
- William Dunlap (1766–1839)
- Dominick Dunne (1925–2009)
- Finley Peter Dunne (1867–1936)
- John Gregory Dunne (1932–2003)
- Evert Augustus Duyckinck (1816–1878)
- Timothy Dwight IV (1752–1817)

## E
- William Eastlake (1917–1997)
- Max Eastman (1883–1969)
- Richard Eberhart (1904–2005)
- Allan W. Eckert (1931–2011)
- David Eddings (1931–2009)
- Jonathan Edwards (Prediger) (1703–1758)
- Dave Eggers (n. 1970)
- Edward Eggleston (1837–1902)
- Tristan Egolf (1971–2005)
- T. S. Eliot (1888–1965)
- Stanley Elkin (1930–1995)
- Bret Easton Ellis (n. 1964)
- Ralph Ellison (1914–1994)
- James Ellroy (n. 1948)
- Ralph Waldo Emerson (1803–1882)
- F. William Engdahl (n. 1944)
- Nathan Englander (n. 1970)
- Paul Erdman (1932–2007)
- Louise Erdrich (n. 1954)
- Steve Erickson (n. 1950)
- John Erskine (1879–1951)
- Jeffrey Eugenides (n. 1960)
- Janet Evanovich (n. 1943)

## F
- Lillian Faderman (n. 1940)
- John Fante (1909–1983)
- Richard Fariña (1937–1966)
- Walter Farley (1915–1989)
- Philip José Farmer (1918–2009)
- James T. Farrell (1904–1979)
- Howard Fast (1914–2003)
- William Faulkner (1897–1962)
- Jessie Redmon Fauset (1882–1961)
- Raymond Federman (1928–2009)
- Raymond Feist (n. 1945)
- Marilyn Ferguson (1938–2008)
- Lawrence Ferlinghetti (n. 1919)
- Eugene Field (1850–1895)
- Rachel Field (1894–1942)
- Annie Adams Fields (1834–1915)
- Herbert Fields (1897–1958)
- Amanda Filipacchi (n. 1967)
- Vardis Fisher (1895–1968)
- F. Scott Fitzgerald (1896–1940)
- Zelda Fitzgerald (1900–1948)
- Vince Flynn (1966–2013)
- Jonathan Safran Foer (n. 1977)
- Shelby Foote (1916–2005)
- Esther Forbes (1891–1967)
- Richard Ford (n. 1944)
- Justus Miles Forman (1875–1915)
- Hannah Webster Foster (1758–1840)
- Stephen Foster (Lieder) (1826–1864)
- Ben Fountain (n. 1958)
- Paula Fox (n. 1923)
- George Foy (n. 1952)
- Waldo Frank (1889–1967)
- Benjamin Franklin (1706–1790)
- Jonathan Franzen (n. 1959)
- Harold Frederic (1856–1898)
- Joseph Sherman Frelinghuysen, Jr. (1912–2005)
- Marilyn French (1929–2009)
- Philip Freneau (1752–1832)
- Robert Dean Frisbie (1895–1948)
- Robert Frost (1874–1963)
- Charles Fuller (n. 1939)
- Henry Blake Fuller (1857–1929)
- Margaret Fuller (1810–1850)
- Jacques Heath Futrelle (1875–1912)

## G
- William Gaddis (1922–1998)
- Paul Gallico (1897–1976)
- Nicholas Gage (n. 1939)
- Zona Gale (1874–1938)
- Muriel Gardiner (1901–1985)
- Erle Stanley Gardner (1889–1970)
- John Gardner (1933–1982)
- Hamlin Garland (1860–1940)
- Randall Garrett (1927–1987)
- William Gass (n. 1924)
- Jack Gelber (1932–2003)
- Elizabeth George (n. 1949)
- Jean Craighead George (1919–2012)
- Tess Gerritsen (n. 1953)
- William Gibson (n. 1948)
- William Gibson (1914–2008)
- Ellen Gilchrist (n. 1935)
- Charlotte Perkins Gilman (1860–1935)
- Dorothy Gilman (1923–2012)
- Frank D. Gilroy (1925–2015)
- Allen Ginsberg (1926–1997)
- Janine di Giovanni (n. 1961)
- Nikki Giovanni (n. 1943)
- Ellen Glasgow (1873–1945)
- Susan Glaspell (1876[1]–1948)
- Louise Glück (n. 1943)
- Donald F. Glut (n. 1944)
- Joey Goebel (n. 1980)
- Albert Goldbarth (n. 1948)
- Natalie Goldberg (n. 1948)
- Arthur Golden (n. 1956)
- Christie Golden (n. 1963)
- Jewelle Gomez (n. 1948)
- Samuel Griswold Goodrich (1793–1860)
- Mary Gordon (n. 1949)
- Noah Gordon (n. 1926)
- Charles Gordone (1925–1995)
- Paula Gosling (n. 1939)
- William Goyen (1915–1983)
- Sue Grafton (n. 1940)
- Judy Grahn (n. 1940)
- Shirley Ann Grau (n. 1929)
- Andrew Greeley (1928–2013)
- Anne Green (1891–1979)
- Gerald Green (1922–2006)
- John Green (n. 1977)
- Julien Green (1900–1998)
- Andrew Sean Greer (n. 1970)
- Horace Gregory (1898–1982)
- Zane Grey (1872–1939)
- Jim Grimsley (n. 1955)
- John Grisham (n. 1955)
- Winston Groom (n. 1944)
- Albert Ramsdell Gurney (n. 1930)
- David Guterson (n. 1956)
- Brion Gysin (1916–1986)

## H
- Charles F. Haanel (1866–1949)
- John Habberton (1842–1921)
- Jessica Hagedorn (n. 1949)
- Kimiko Hahn (n. 1955)
- Edward Everett Hale (1822–1909)
- Alex Haley (1921–1992)
- James Hall (autor) (1793–1868)
- James Norman Hall (1887–1951)
- Fitz-Greene Halleck (1790–1867)
- Barbara Hambly (n. 1951)
- Laurell K. Hamilton (n. 1963)
- Virginia Hamilton (1936–2002)
- Dashiell Hammett (1894–1961)
- Lori Handeland (n. 1961)
- Lorraine Hansberry (1930–1965)
- Paul Harding (n. 1967)
- Elizabeth Hardwick (1916–2007)
- Joy Harjo (n. 1951)
- Henry Harland (1861–1905)
- Frances Harper (1825–1911)
- Bertha Harris (1937–2005)
- E. Lynn Harris (1955–2009)
- Joel Chandler Harris (1848–1908)
- Susan Harris (n. 1940)
- Harry Harrison (1925–2012)
- Carla Harryman (n. 1952)
- Bret Harte (1836–1902)
- Alamgir Hashmi
- Ethan Hawke (n. 1970)
- John Hawkes (autor) (1925–1998)
- Noah Hawley (n. 1967)
- Nathaniel Hawthorne (1804–1864)
- John Hay (1838–1905)
- Robert Hayden
- Elizabeth Haydon (n. 1965)
- Joseph Hayes (1918–2006)
- H. D. (Hilda Doolittle) (1886–1961)
- Lafcadio Hearn (1850–1904)
- Anthony Hecht (1923–2004)
- Carolyn Heilbrun (1926–2003)
- Robert A. Heinlein (1907–1988)
- Joseph Heller (1923–1999)
- Lillian Hellman (1905–1984)
- Mark Helprin (n. 1947)
- Ernest Hemingway (1899–1961)
- O. Henry (1862–1910)
- Frank Herbert (1920–1986)
- Joseph Hergesheimer (1880–1954)
- James Leo Herlihy (1927–1993)
- James Herne (1839–1901)
- Robert Herrick (1868–1938)
- John Hersey (1914–1993)
- Christopher Heyn (n. 19**)
- Jim Heynen (n. 1940)
- Dorothy Heyward (1890–1961)
- Dick Higgins
- George V. Higgins (1939–1999)
- Thomas Wentworth Higginson (1823–1911)
- Patricia Highsmith (1921–1995)
- Oscar Hijuelos (1951–2013)
- Raul Hilberg (1926–2007)
- Chester Himes (1909–1984)
- Tami Hoag (n. 1959)
- Russell Hoban (1925–2011)
- Alice Tisdale Hobart (1882–1967)
- Edward D. Hoch (1930–2008)
- Adam Hochschild (n. 1942)
- Arlie Russell Hochschild (n. 1940)
- Michael Hoeye (n. 1947)
- Eric Hoffer (1902–1983)
- Alice Hoffman (n. 1952)
- Calvin Hoffman († 1987)
- Jilliane Hoffman (n. 1967)
- Lee Hoffman (1932–2007)
- Nicholas von Hoffman (n. 1929)
- John Hollander (1929–2013)
- Sheri Holman (n. 1966)
- Oliver Wendell Holmes, Sr. (1809–1894)
- Francis Hopkinson (1737–1791)
- Paul Horgan (1903–1995)
- Richard Hovey (1864–1900)
- Richard Howard (n. 1929)
- Robert E. Howard (1906–1936)
- Sidney Howard (1891–1939)
- Julia Ward Howe (1819–1910)
- William Dean Howells (1837–1920)
- Richard Hoyt (n. 1941)
- Elbert Hubbard (1856–1915)
- L. Ron Hubbard (1911–1986)
- Langston Hughes (1902–1967)
- Richard Hugo (1923–1982)
- William Humphrey (1924–1997)
- Fannie Hurst (1889–1968)
- Zora Neale Hurston (1891–1960)
- Siri Hustvedt (n. 1955)
- Paul Hutchens (1902–1977)
- Maude Hutchins (1899–1991)
- David Henry Hwang (n. 1957)
- Joe Hyams (1923–2008)

## I
- David Ignatow (1914–1997)
- Greg Iles (n. 1960)
- William Inge (1913–1973)
- John Irving (n. 1942)
- Washington Irving (1783–1859)
- Christopher Isherwood (1904–1986)

## J
- Helen Hunt Jackson (1831–1885)
- Shirley Jackson (1919–1965)
- Heinrich Eduard Jacob (1889–1967) USA, D
- A. J. Jacobs (n. 1968)
- Rona Jaffe (1932–2005)
- John Jakes (n. 1932)
- Henry James (1843–1916)
- Rhoda Janzen (n. 196?)
- Randall Jarrell (1914–1965)
- Karla Jay (n. 1947)
- Robinson Jeffers (1887–1962)
- Thomas Jefferson (1743–1826)
- Gish Jen (n. 1956)
- K. W. Jeter (n. 1950)
- Sarah Orne Jewett (1849–1909)
- Ha Jin (n. 1956)
- Iris Johansen (n. 1938)
- Adam Johnson (n. 1967)
- Charles Richard Johnson (n. 1948)
- Denis Johnson (n. 1949)
- James Weldon Johnson (1871–1938)
- Jill Johnston (1929–2010)
- Edward P. Jones (n. 1950)
- Gayl Jones (n. 1949)
- James Jones (1921–1977)
- LeRoi Jones (Amiri Baraka)
- Erica Jong (n. 1942)

## K
- Julie Kagawa (n. 1982)
- Stuart Kaminsky (1934–2009)
- MacKinlay Kantor (1904–1977)
- Philip Kapleau (1912–2004)
- Julia Kasdorf (n. 1962)
- Steve Katz (n. 1935)
- Alex Kava (n. 1960)
- Elia Kazan (1909–2003)
- Brian Keene (n. 1967)
- Garrison Keillor (n. 1942)
- Evelyn Fox Keller (n. 1936)
- Helen Keller (1880–1968)
- George F. Kennan (1904–2005)
- Eugene Kennedy (1928–2015)
- John Pendleton Kennedy (1795–1870)
- Raymond Kennedy (1934–2008)
- William Kennedy (n. 1928)
- Jack Kerouac (1922–1969)
- Katharine Kerr (n. 1944)
- Ken Kesey (1935–2001)
- Jack Ketchum, eigentlich Dallas Mayr (n. 1946)
- Francis Scott Key (1779–1843)
- Daniel Keyes (1927–2014)
- Greg Keyes (n. 1963)
- Jamaica Kincaid (n. 1949)
- Stephen King (n. 1947)
- Thomas King (n. 1943)
- Sidney Kingsley (1906–1995)
- Maxine Hong Kingston (n. 1940)
- Galway Kinnell (1927–2014)
- Carolyn Kizer (1925–2014)
- Phil Klay (n. 1983)
- Etheridge Knight (1931–1991)
- Kenneth Koch (1925–2002)
- Yusef Komunyakaa (n. 1947)
- Dean Koontz (n. 1945)
- Arthur Kopit (n. 1937)
- William Kotzwinkle (n. 1943)
- Larry Kramer (n. 1935)
- Alfred Kreymborg (1883–1966)
- Dinah Lee Küng (n. 1972)
- Stanley Kunitz (1905–2006)
- Benjamin Kunkel (n. 1972)
- Tuli Kupferberg (1923–2010)
- Michael Kurland (n. 1938)
- Tony Kushner (n. 1956)
- Henry Kuttner (1914–1958)
- Joanne Kyger (n. 1934)

## L
- Oliver La Farge (1901–1963)
- Raphael Aloysius Lafferty (1914–2002)
- Jhumpa Lahiri (n. 1967)
- Margaret Landon (1903–1993)
- Sidney Lanier (1842–1881)
- Ring Lardner (1885–1933)
- Nella Larsen (1891–1964), sau Nellie Walker, Nellye Larson, Nellie Larsen
- John Howard Lawson (1895–1977)
- Robert Lax (1915–2000)
- Munro Leaf (1905–1976)
- Timothy Leary (1920–1996)
- David Leavitt (n. 1961)
- Ann Leckie (n. 1966)
- Chang-Rae Lee (n. 1965)
- Harper Lee (1926–2016)
- Ursula K. Le Guin (n. 1929)
- Madeleine L’Engle (1918–2007)
- Donna Leon (n. 1942)
- Elmore Leonard (1925–2013)
- William Ellery Leonard (1876–1944)
- JT LeRoy (n. 1980) alias Savannah Knoop, Laura Albert
- John T. Lescroart (n. 1948)
- Denise Levertov (1923–1997)
- Ira Levin (1929–2007)
- Meyer Levin (1905–1981)
- Philip Levine (1928–2015)
- David Levithan (n. 1972)
- Sinclair Lewis (1885–1951)
- Ludwig Lewisohn (1882–1955)
- Lin Yutang (1895–1976)
- Nicholas Vachel Lindsay (1879–1931)
- Johanna Lindsey (n. 1952)
- Jane Lindskold (n. 1962)
- Jonathan Littell (n. 1967)
- Robert Littell (n. 1935)
- Ron Loewinsohn (n. 1937)
- Jack London (1876–1916)
- Henry Wadsworth Longfellow (1807–1882)
- Augustus Baldwin Longstreet (1790–1870)
- Barry B. Longyear  (n. 1942)
- Hendrik Willem van Loon (1882–1944)
- Anita Loos (1888–1981)
- Audre Lorde (1934–1992)
- Jean Lorrah (n. 1938)
- H. P. Lovecraft (1890–1937)
- Amy Lowell (1874–1925)
- James Russell Lowell (1819–1891)
- Robert Lowell (1917–1977)
- Mabel Dodge Luhan (1879–1962)
- Alison Lurie (n. 1926)
- Andrew Nelson Lytle (1902–1995)

## M
- Cormac McCarthy (n. 1933)
- Mary McCarthy (1912–1989)
- J. D. McClatchy (n. 1945)
- Frank McCourt (1930–2009)
- Carson McCullers (1917–1967)
- Ross Macdonald (1915–1983)
- Cody McFadyen (n. 1968)
- Joe McGinniss (1942–2014)
- Helen MacInnes (1907–1985)
- Claude McKay (1889–1948)
- Percy MacKaye (1875–1956)
- Rod McKuen (1933–2015)
- Ron McLarty (n. 1947)
- Archibald MacLeish (1892–1982)
- Charlotte MacLeod (1922–2005)
- Jackson MacLow (1922–2004)
- Larry McMurtry (n. 1936)
- Terrence McNally (n. 1939)
- Haki R. Madhubuti (n. 1942)
- Norman Mailer (1923–2007)
- Bernard Malamud (1914–1986)
- Janet Malcolm (n. 1934)
- Judith Malina (1926–2015)
- Barry N. Malzberg (n. 1939)
- David Mamet (n. 1947)
- Laurie J. Marks (n. 1957)
- David Markson (1927–2010)
- John Phillips Marquand (1893–1960)
- Del Martin (1921–2008)
- Hans-Jürgen Massaquoi (1926–2013)
- Sujata Massey (n. 1964)
- Jeffrey Masson (n. 1941)
- Cotton Mather (1663–1728)
- Richard Matheson (1926–2013)
- Peter Matthiessen (1927–2014)
- Armistead Maupin (n. 1944)
- William Maxwell (1908–2000)
- Thomas Mayne Reid (1818–1883)
- Charles L. Mee (n. 1938)
- Herman Melville (1819–1891)
- James Merrill (1926–1995)
- Stuart Merrill (1863–1915)
- Abraham Merritt (1884–1943)
- Samuel Merwin (1874–1936)
- Thomas Merton (1915–1968)
- W. S. Merwin (n. 1927)
- Heinrich Meyer (1904–1977)
- James Michener (1907–1997)
- Margaret Millar (1915–1994)
- Edna St. Vincent Millay (1892–1950)
- Arthur Miller (1915–2005)
- Henry Miller (1891–1980)
- Joaquin Miller (1837–1913)
- Steven Millhauser (n. 1943)
- Andrea Mitchell (n. 1946)
- Margaret Mitchell (1900–1949)
- Virginia Ramey Mollenkott (n. 1932)
- N. Scott Momaday (n. 1934)
- Paul Monette (1945–1995)
- Rick Moody (n. 1961)
- William Vaughn Moody (1869–1910)
- Marianne Moore (1887–1972)
- Susanna Moore (n. 1946)
- Marlo Morgan (n. 1937)
- Wright Morris (1910–1998)
- Toni Morrison (n. 1931)
- James Morrow (n. 1947)
- Walter Mosley (n. 1952)
- Robert Mrazek (n. 1945)
- Marcia Muller (n. 1944)
- David Mura (n. 1952)
- Pat Murphy (n. 1955)
- Warren Murphy (1933–2015)

## N
- Vladimir Nabokov (1899–1977)
- John J. Nance (1946)
- Donna Jo Napoli (n. 1948)
- N. Richard Nash (1916–2000)
- Ogden Nash (1902–1971)
- Robert Nathan (1894–1985)
- John Neal (1793–1876)
- Howard Nemerov (1920–1991)
- Patrick Ness (n. 1971)
- Joan Nestle (n. 1940)
- Lesléa Newman (n. 1955)
- Jack Claude Nezat (n. 1943)
- John Nichols (1940)
- Lorine Niedecker (1903–1970)
- Anaïs Nin (1903–1977)
- Hugh Nissenson (1933–2013)
- Larry Niven (n. 1938)
- Charles Bernard Nordhoff (1887–1947)
- Frank Norris (1870–1902)
- Harold Norse (1916–2009)
- Beth Nugent (n. 1958)
- Naomi Shihab Nye (n. 1952)
- Eric Nylund (n. 1964)

## O
- Joyce Carol Oates (n. 1938)
- Samson Occom (1723–1792)
- Carol O’Connell (n. 1947)
- Mary Flannery O’Connor (1925–1964)
- Scott O’Dell (1902–1989)
- Clifford Odets (1906–1963)
- Blanche Oelrichs (1890–1950)
- Andrew J. Offutt (1934–2013)
- Frank O’Hara (1926–1966)
- John O’Hara (1905–1970)
- Tillie Olsen (1913–2007)
- Charles Olson (1910–1970)
- Stewart O’Nan (n. 1961)
- Eugene O’Neill (1888–1953)
- George Oppen (1908–1984)
- James Oppenheim (1882–1932)
- Simon Ortiz (n. 1941)
- Martha Ostenso (1900–1963)
- Julie Otsuka (n. 1962)
- Cynthia Ozick (n. 1928)

## P
- Thomas Paine (1737–1809)
- Chuck Palahniuk (n. 1962)
- Grace Paley (1922–2007)
- Christopher Paolini (n. 1983)
- Dorothy Parker (1893–1967)
- Robert B. Parker (1932–2010)
- Kenneth Patchen (1911–1972)
- Katherine Paterson (n. 1932)
- James Patterson (n. 1947)
- James Kirke Paulding (1778–1860)
- Walker Percy (1916–1990)
- S. J. Perelman (1904–1979)
- Frank E. Peretti (n. 1951)
- Elizabeth Peters (1927–2013)
- Julie Anne Peters (n. 1952)
- Ann Petry (1908–1997)
- William Pfaff (1928–2015)
- David Graham Phillips (1867–1911)
- Susan Elizabeth Phillips (n. 1948)
- Felice Picano (n. 1944)
- Jodi Picoult (n. 1967)
- Tamora Pierce (n. 1954)
- Marge Piercy (n. 1936)
- Kathrene Pinkerton (1887–1967)
- Robert Pinsky (n. 1940)
- Richard Plant (1910–1998) (D/USA)
- Sylvia Plath (1932–1963)
- Edgar Allan Poe (1809–1849)
- Frederik Pohl (1919–2013)
- Ernest Poole (1880–1950)
- Katherine Anne Porter (1890–1980)
- Ethel Portnoy (1927–2004)
- Melville Davisson Post (1871–1930)
- Neil Postman (1931–2003)
- Chaim Potok (1929–2002)
- Ezra Pound (1885–1972)
- J. F. Powers (1917–1999)
- Richard Powers (n. 1957)
- Minnie Bruce Pratt (n. 1946)
- Douglas Preston (n. 1956)
- Richard Preston (n. 1954)
- Reynolds Price (1933)
- Frederic Prokosch (1906 oder 1908–1989)
- Annie Proulx (n. 1935)
- James Purdy (1914–2009)
- Mario Puzo (1920–1999)
- Thomas Pynchon (n. 1937)

## Q
- Qiu Xiaolong (n. 1953)
- David Quammen (n. 1948)

## R
- Mary de Rachewiltz
- Carl Rakosi (1903–2004)
- John Crowe Ransom (1888–1974)
- Lev Raphael (n. 1954)
- Jennifer Rardin (1965–2010)
- Marjorie Rawlings
- John Rawls (1921–2002)
- Melanie Rawn (n. 1954)
- Tom Reamy (1935–1977)
- John Rechy (n. 1931)
- Henry Reed (1914–1986)
- Ishmael Reed (n. 1938)
- John Reed (1887–1920)
- Kathy Reichs (n. 1950)
- Kenneth Rexroth (1905–1982)
- Mack Reynolds (1917–1983)
- Charles Reznikoff (1894–1976)
- Anne Rice (n. 1941)
- Christopher Rice (n. 1978)
- Elmer Rice (1892–1967)
- Stan Rice (1942–2002)
- Adrienne Rich (1929–2012)
- Lola Ridge (1873–1941)
- Laura Riding (1901–1991)
- Frank Riley (1915–1996)
- Rick Riordan (n. 1964)
- Harold Robbins (1916–1997)
- Tom Robbins (n. 1936)
- Jennifer Roberson (n. 1953)
- Elizabeth Madox Roberts (1881–1941)
- Nora Roberts (n. 1950)
- Barbara Robinson (1927–2013)
- Edwin Arlington Robinson (1869–1935)
- Frank M. Robinson (1926–2014)
- Mary Rodgers (1931–2014)
- Theodore Roethke (1908–1963)
- Adela Rogers St. Johns (1894–1988)
- Robert Rogers (1731–1795)
- Edwin Rolfe (1909–1954)
- James Rollins (n. 1961)
- Franklin Rosemont (1943–2009)
- Henry Roth (1906–1995)
- Philip Roth (1933-2018)
- Alma Routsong (1924–1996)
- Mary Rowlandson (~1637–1711)
- Matt Ruff (n. 1966)
- Michael C. Ruppert (n. 1951)
- Kristine Kathryn Rusch (n. 1960)
- Joanna Russ (1937–2011)
- Charles M. Russell (1864–1926)
- Richard Russo (n. 1949)
- Richard Paul Russo (n. 1954)
- Vito Russo (1946–1990)

## S
- John Sack (1930–2004)
- Oliver Sacks (1933–2015)
- John Saffin (1626–1710)
- Carl Sagan (1934–1996)
- Nicholas Sagan (n. 1970)
- J. D. Salinger (1919–2010)
- James Sallis (n. 1944)
- Anna Salter (n. 19**)
- James Salter (1925–2015)
- Edgar Saltus (1855–1921)
- R. A. Salvatore (n. 1959)
- Sonia Sanchez (n. 1934)
- Carl Sandburg (1878–1967)
- Eric San Juan (n. 1973)
- George Santayana (1863–1952)
- William Saroyan (1908–1981)
- May Sarton (1912–1995)
- John Saul (n. 1942)
- Sam Savage (n. 1940)
- Sydney Schanberg (n. 1934)
- Cathleen Schine (n. 1953)
- Murray Schisgal (n. 1926)
- Franz Schoenberner (1892–1970)
- Budd Schulberg (1914–2009)
- James Schuyler (1923–1991)
- Delmore Schwartz (1913–1966)
- Lynne Sharon Schwartz (n. 1939)
- Gil Scott-Heron (1949–2011)
- Melissa Scott (n. 1960)
- Charles Sealsfield/Karl Anton Postl (1793–1864)
- Alice Sebold (n. 1962)
- David Sedaris (n. 1956)
- Anne Douglas Sedgwick (1873–1935)
- Catherine Sedgwick (1789–1867)
- Eve Kosofsky Sedgwick (1950–2009)
- Carolyn See (n. 1934)
- Lisa See (n. 1955)
- Alan Seeger (1888–1916)
- Erich Segal (1937–2010)
- Ruth Seid (Pseudon. Jo Sinclair) (1913–1995)
- Hubert Selby (1928–2004)
- Maurice Sendak (1928–2012)
- Samuel Sewall (1652–1730)
- Anne Sexton (1928–1974)
- Ntozake Shange (n. 1948)
- Karl Jay Shapiro (1913–2000)
- Henry Wheeler Shaw (1818–1885)
- Irwin Shaw (1913–1984)
- Robert Sheckley (1928–2005)
- Charles Sheldon (1857–1946)
- Sidney Sheldon (1917–2007)
- Lucius Shepard (1947–2014)
- Sam Shepard (n. 1943)
- Martin Sherman (n. 1938)
- Robert Sherwood (1896–1955)
- Randy Shilts (1951–1994)
- Leslie Marmon Silko (n. 1948)
- Charles Simic (n. 1938)
- William Gilmore Simms (1806–1870)
- Neil Simon (n. 1927)
- Louis Simpson (1923–2012)
- Upton Sinclair (1878–1968)
- Isaac Bashevis Singer (1902–1991)
- Myra Sklarew (n. 1934)
- Henry Slesar (1927–2002)
- Joshua Slocum (1844–1909)
- Agnes Smedley (1892–1950)
- Jane Smiley (n. 1949)
- Dave Smith (n. 1942)
- John Smith (1580–1631)
- Vern Sneider (1916–1981)
- W. D. Snodgrass (1926–2009)
- Gary Snyder (n. 1930)
- Dava Sobel (n. 1947)
- Solita Solano (1888–1975)
- Susan Sontag (1933–2004)
- Gilbert Sorrentino (1929–2006)
- Terry Southern (1924–1995)
- E. D. E. N. Southworth (1819–1899)
- Nicholas Sparks (n. 1965)
- Elizabeth Spencer (n. 1921)
- Samuel Spewack (1899–1971)
- Mickey Spillane (1918–2006)
- Marc Spitz (n. 1969)
- Jean Stafford (1915–1979)
- William Stafford (1914–1993)
- Elizabeth Cady Stanton (1815–1902)
- Edmund Clarence Stedman (1833–1908)
- Jason Starr (n. 1968)
- Danielle Steel (n. 1947)
- Lincoln Steffens (1866–1936)
- Wallace Stegner (1909–1993)
- Gertrude Stein (1874–1946)
- John Steinbeck (1902–1968)
- Neal Stephenson (n. 1959)
- Gerald Stern (n. 1925)
- Richard G. Stern (1928–2013)
- Wallace Stevens (1880–1955)
- Samuel M. Steward (1909–1993)
- Trumbull Stickney (1874–1904)
- R. L. Stine (n. 1943)
- Frank R. Stockton (1834–1902)
- Richard Henry Stoddard (1825–1903)
- Dejan Stojanović (n. 1959)
- Aryeh Lev Stollman (n. 1954)
- Irving Stone (1903–1989)
- Robert Stone (n. 1937)
- Rex Stout (1886–1975)
- Harriet Beecher Stowe (1811–1896)
- Mark Strand (n. 1934)
- Craig Strete (n. 1950)
- T. S. Stribling (1881–1965)
- Anna Louise Strong (1885–1970)
- William Styron (1925–2006)
- Ronald Sukenick (n. 1932)
- Manil Suri (n. 1959)
- Jacqueline Susann (1921–1974)
- May Swenson (1913–1989)

## T
- Ruth Tabrah (1921–2004)
- Amy Tan (n. 1952)
- Ida M. Tarbell (1857–1944)
- Booth Tarkington (1869–1946)
- Donna Tartt (n. 1963)
- Allen Tate (1899–1979)
- James Tate (1943–2015)
- Ronald Tavel (1941–2009)
- Bayard Taylor (1825–1878)
- Edward Taylor (1645–1729)
- Peter Taylor (autor) (1917–1994)
- Sara Teasdale (1884–1933)
- William Tenn (1920–2010)
- Studs Terkel (1912–2008)
- Walter Stone Tevis (1928–1984)
- Alexander Wheelock Thayer (1817–1897)
- Ernest Thayer (1863–1940)
- Paul Theroux (n. 1941)
- Dorothy Thompson (1894–1961)
- Hunter S. Thompson (1937–2005)
- Henry David Thoreau (1817–1862)
- James Thurber (1894–1961)
- Wallace Henry Thurman (1902–1934)
- Freeman Tilden (1883–1980)
- Henry Timrod (1828–1867)
- James Tiptree junior (1915–1987)
- Melvin B. Tolson (1898–1966)
- John Peter Toohey (1880–1946)
- John Kennedy Toole (1937–1969)
- Jean Toomer (1894–1967)
- Albion W. Tourgée (1838–1905)
- Lionel Trilling (1905–1975)
- John Trumbull (1750–1831)
- Monique Truong (n. 1968)
- Frederick Goddard Tuckerman (1821–1873)
- Henry Theodore Tuckerman (1813–1871)
- Scott Turow (n. 1949)
- Jane Colman Turell (1708–1735)
- Mark Twain (1835–1910)
- Anne Tyler (n. 1941)
- Joel Tyler Headley (1814–1897)
- Royall Tyler (1757–1826)

## U
- Anya Ulinich (n. 1973)
- Louis Untermeyer (1885–1977)
- John Updike (1932–2009)
- Leon Uris (1924–2003)

## V
- Andrew Vachss (n. 1942)
- Jack Vance (1916–2013)
- Eric Van Lustbader (n. 1946)
- David Vann (n. 1966)
- Janine Pommy Vega (n. 1942)
- Gore Vidal (1925–2012)
- Vernor Vinge (n. 1944)
- Renée Vivien (1877–1909)
- Gerald Vizenor (n. 1934)
- Ned Vizzini (1981–2013)
- Paula Vogel (n. 1951)
- Cynthia Voigt (n. 1942)
- William T. Vollmann (n. 1959)
- Kurt Vonnegut (1922–2007)
- John Vornholt (n. 1951)

## W
- Diane Wakoski (n. 1937)
- Edward Lewis Wallant (1926–1962)
- Alice Walker (n. 1944)
- Margaret Walker (1915–1998)
- David Foster Wallace (1962–2008)
- Lew Wallace (1827–1905)
- Edward Lewis Wallant (1926–1962)
- Robert James Waller (n. 1939)
- Charles Dudley Warner (1829–1900)
- Mercy Otis Warren (1728–1814)
- Robert Penn Warren (1905–1989)
- Dale Wasserman (1917–2008)
- Booker T. Washington (1856–1915)
- Dale Wasserman (1914–2008)
- Wendy Wasserstein (1950–2006)
- Lawrence Edward Watkin (1901–1981)
- Jean Webster (1876–1916)
- Noah Webster (1758–1843)
- Stanley G. Weinbaum (1902–1935)
- Jennifer Weiner (n. 1970)
- Ruth Weiss (n. 1928)
- Joseph Weizenbaum (1923–2008)
- James Welch (1940–2003)
- Eudora Welty (1909–2001)
- K. D. Wentworth (1951–2012)
- Glenway Wescott (1901–1987)
- Jessamyn West (1902–1984)
- Nathanael West (1903–1940)
- Donald E. Westlake (1933–2008)
- Janwillem van de Wetering (1931–2008)
- Edith Wharton (1862–1937)
- William Wharton (1925–2008)
- Phillis Wheatley (1753–1784)
- Edwin Percy Whipple (1819–1886)
- Edmund White (n. 1940)
- Elwyn Brooks White (1899–1985)
- William Allen White (1868–1944)
- Walt Whitman (1819–1892)
- John Greenleaf Whittier (1807–1892)
- Leonard Wibberley (1915–1983)
- John Wieners (1934–2002)
- Michael Wigglesworth (1631–1705)
- Richard Wilbur (n. 1921)
- Thornton Wilder (1897–1975)
- Kate Wilhelm (n. 1928)
- C. K. Williams (1936–2015)
- Charles Williams (1909–1975)
- Emmett Williams (1925–2007)
- John A. Williams (1925–2015)
- Roger Williams (1603–1683)
- Tennessee Williams (1911–1983)
- William Carlos Williams (1883–1963)
- Nathaniel Parker Willis (1806–1867)
- Edmund Wilson (1895–1972)
- Lanford Wilson (1937–2011)
- Robert Anton Wilson (1932–2007)
- Sloan Wilson (1920–2003)
- Don Winslow (n. 1953)
- Kathleen Winsor (1919–2003)
- Yvor Winters (1900–1968)
- John Winthrop (1588–1649)
- John Wise (Pfarrer) (1652–1725)
- Owen Wister (1860–1938)
- Dirk Wittenborn (n. 1952)
- Thomas Wolfe (1900–1938)
- Tom Wolfe (n. 1931)
- Ira Wolfert (1908–1997)
- Tobias Wolff (n. 1945)
- Jack Womack (n. 1956)
- Alexander Woollcott (1887–1943)
- John Woolman (1720–1772)
- Constance Fenimore Woolson (1840–1894)
- Herman Wouk (n. 1915)
- Charles Wright (poet) (n. 1935)
- Ernest Vincent Wright (~1873–1939)
- James Wright (1927–1980)
- Richard Wright (autor) (1908–1960)
- Susan Wright (n. 1963)
- Léon Wurmser (n. 1931)
- Elinor Wylie (1885–1928)

## Y
- Richard Yates (1926–1992)
- John Yau (n. 1950)
- Stephen Yenser (n. 1941)
- Frank Yerby (1916–1991)
- Anzia Yezierska (1880–1970)
- Carol Beach York (n. 1928)
- Jerry Yulsman (1924–1999)
- Sol Yurick (1925–2013)

## Z
- Marya Zaturenska (1902–1982)
- Roger Zelazny (1937–1995)
- Paul Zindel (1936–2003)
- Alois Zotz (1814–1893)
- Louis Zukofsky (1904–1978)

## Vezi și
- Listă de dramaturgi americani
- Listă de poeți din Statele Unite
- Listă de scriitori americani de ficțiune ciudată